# Commedia sexy all'italiana
Commedia sexy all'italiana duidt een filmstijl aan van Italiaanse erotische films, hoofdzakelijk uit de jaren 70.

## Geschiedenis
In de jaren 70 kwamen erotische films op een hoogtepunt, met de films van Russ Meyer, de Emmanuelle-reeks en films als Deep Throat. In Italië verschenen vanaf begin jaren 70 verschillende van deze films, met als bekendste regisseurs Pier Paolo Pasolini, Dino Risi, Mariano Laurenti en Michele Massimo Tarantini. De belangrijkste acteurs in het genre zijn Edwige Fenech, Gloria Guida, Laura Antonelli, Barbara Bouchet, Ines Pellegrini, Rosalba Neri, George Hilton, Pippo Franco, Renzo Montagnani en Ninetto Davoli. 